# Качіна-Віледж
Качіна-Віледж (англ. Kachina Village) — переписна місцевість (CDP) в США, в окрузі Коконіно штату Аризона. Населення — 2502 особи (2020).

## Географія
Качіна-Віледж розташована за координатами 35°5′35″ пн. ш. 111°41′37″ зх. д. / 35.09306° пн. ш. 111.69361° зх. д. (35.092917, -111.693637). За даними Бюро перепису населення США в 2010 році переписна місцевість мала площу 3,17 км², з яких 3,17 км² — суходіл та 0,00 км² — водойми.

## Демографія
Згідно з переписом 2010 року, у переписній місцевості мешкали 2622 особи в 1039 домогосподарствах у складі 685 родин. Густота населення становила 827 осіб/км². Було 1469 помешкань (463/км²).
Расовий склад населення:
| - 88,2 % — білих - 4,6 % — корінних американців - 0,6 % — чорних або афроамериканців - 0,5 % — азіатів - 3,1 % — осіб інших рас |

До двох чи більше рас належало 2,9 %. Частка іспаномовних становила 13,8 % від усіх жителів.
За віковим діапазоном населення розподілялося таким чином: 24,5 % — особи молодші 18 років, 69,6 % — особи у віці 18—64 років, 5,9 % — особи у віці 65 років та старші. Медіана віку мешканця становила 37,4 року. На 100 осіб жіночої статі у переписній місцевості припадало 103,4 чоловіків; на 100 жінок у віці від 18 років та старших — 101,3 чоловіків також старших 18 років.
Середній дохід на одне домашнє господарство становив 59 191 долар США (медіана — 52 668), а середній дохід на одну сім'ю — 66 862 долари (медіана — 57 253). За межею бідності перебувало 11,3 % осіб, у тому числі 12,7 % дітей у віці до 18 років та 0,0 % осіб у віці 65 років та старших.
Цивільне працевлаштоване населення становило 1203 особи. Основні галузі зайнятості: освіта, охорона здоров'я та соціальна допомога — 35,0 %, будівництво — 19,4 %, публічна адміністрація — 10,0 %, мистецтво, розваги та відпочинок — 9,6 %.